# Adalid Terrazas
Adalid Terrazas (Tiquipaya, 25 de agosto de 2000) es un futbolista boliviano que juega en la demarcación de centrocampista para el San Antonio de la Primera División de Bolivia.

## Selección nacional
Tras jugar en varias categorías inferiores de la selección, finalmente el 27 de junio de 2024 hizo su debut con la selección de Bolivia en un partido de la Copa América 2024 contra Uruguay que finalizó con un resultado de 5-0 a favor del combinado uruguayo tras los goles de Maximiliano Araújo, Federico Valverde, Darwin Núñez, Facundo Pellistri y Rodrigo Bentancur.

## Clubes
| Club                     | País    | Año       | Partidos | Goles |
| ------------------------ | ------- | --------- | -------- | ----- |
| Sport Boys Warnes        | Bolivia | 2018-2019 | 4        | 0     |
| CD Palmaflor del Trópico | Bolivia | 2019-2022 | 93       | 6     |
| Club Always Ready        | Bolivia | 2023-2024 | 71       | 11    |
| USM Alger                | Argelia | 2024-2025 | 25       | 0     |
| San Antonio              | Bolivia | 2025-     | 1        | 0     |